# Giovanni Guidetti
Giovanni Guidetti (Bolonya, 1532 - Roma, 1592) fou un sacerdot i músic italià. Fou deixeble de Palestrina i el 1575 entrà en la capella pontifícia, on treballà amb el seu mestre en preparar una nova edició dels llibres de cant litúrgic, però com que aparegueren a Venècia (1580) el Gradual i l'Antifonari de Liechtenstein, renunciaren a l'empresa. El 1582 publicà el seu Directorium chori, que contenia instruccions sobre l'orde de l'ofici, amb el cant emprat en la capella pontifici-al, obra que assolí gran celebritat i aconseguí moltes edicions. El 1582, també publicà a Roma, l'edició del cant litúrgic de la Passió segons els quatre Evangelistes, Cantus ecclesiasticus officii majoris hebdomadae (Roma, 1587) i Prefationes in canto fermo (Roma, 1588).